# Cefaly
El Cefaly es un aparato de neuroestimulación craneal externa, destinado al tratamiento y a la prevención de la migraña y las cefaleas.
Se trata de un dispositivo electrónico, generador de impulsos eléctricos.
Estos impulsos se producen para desencadenar excitaciones, es decir potenciales de acción, sobre las fibras nerviosas, sea de la rama superior del Nervio trigémino (V1) a través de un electrodo de superficie supraorbitario; sea del gran nervio occipital de Arnold, a través de un electrodo occipital.

## Neuroestimulación
La neuroestimulación a nivel craneal, se suele aplicar a través de material implantable similar a los marcapasos.
Lo interesante del Cefaly es que permite una aplicación externa, sin necesidad de intervención quirúrgica, contrariamente a los dispositivos implantables.
Esta tecnología de neuroestimulación craneal externa ha sido posible gracias a la especificidad y precisión de micro-impulsos eléctricos capaces de desencadenar la excitación de las fibras nerviosas (axones) determinadas,  sin producir un dolor importante en el periostio craneal.
Varios estudios han demostrato la eficacia y la seguridad del neuroestimulador Cefaly en el tratamiento y la prevención de la migraña.